# تورنا موا
تورنا موا (به لاتین: Turna Mała) یک منطقهٔ مسکونی در لهستان است که در Gmina Siemiatycze واقع شده‌است.